# 攻打蒙卡達兵營行動

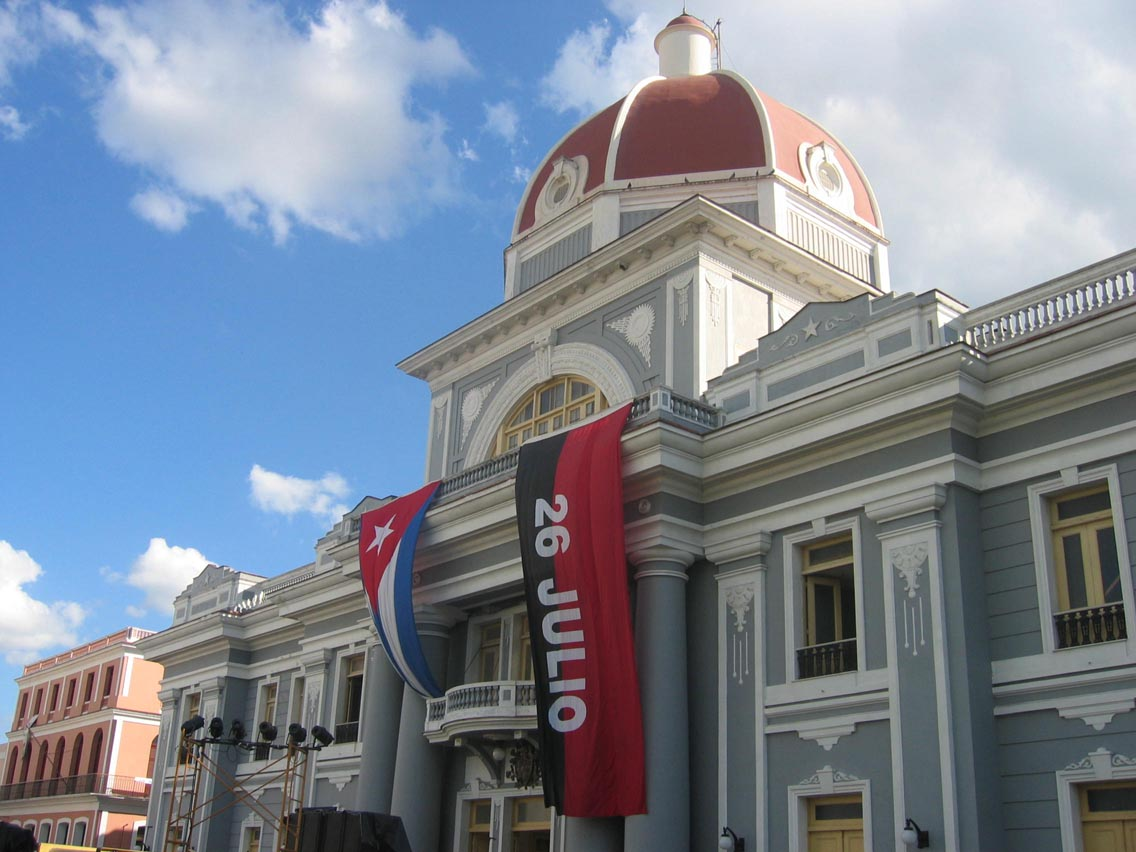
西恩富戈斯市政府前的七·二六运动旗帜和古巴国旗。

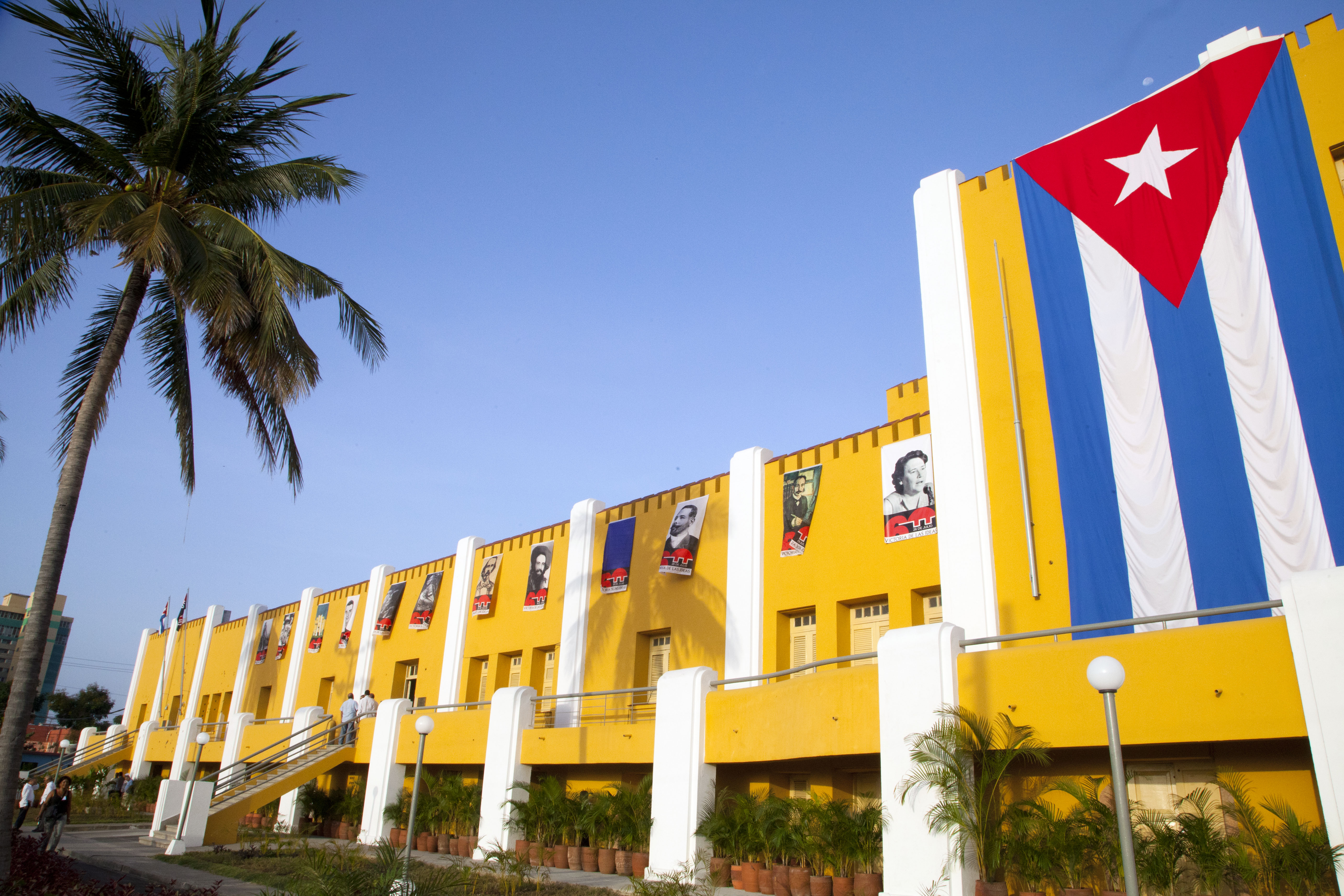
经过大规模翻新的蒙卡达兵营，2013年。

攻打蒙卡達兵營行動，又称七二六起义，是一場發生在古巴的武裝起义。在1953年，以菲德爾·卡斯特羅、劳尔·卡斯特罗兄弟為首的159名革命分子向古巴聖地牙哥的蒙卡達兵營和巴亞莫的“卡洛斯·曼努埃尔·德·塞斯佩德斯”兵營等军事据点進攻，企圖推翻富尔亨西奥·巴蒂斯塔军事独裁政權，結果以失敗收場。

## 背景
1952年3月10日，在總統大選中的處於劣勢的富尔亨西奥·巴蒂斯塔透過軍事政變奪權，並解散議會，廢除1940年前的憲法，制定了「憲法條例」和反勞工法，禁止政黨活動和群眾集會和罷工，和美國簽定軍事互助條約。其獨裁的行為引起了古巴人的不滿。在這個情況下，菲德爾·卡斯特羅等革命分子決定的武力手段推翻巴蒂斯塔的政權。

## 事前準備
以菲德爾·卡斯特羅為首的革命分子從古巴各地招募了1200人組成起义军，並在哈瓦那大學和哈瓦那射擊俱樂部進行秘密訓練。但最後正式參與行動的只有159人，几乎都是中下层或工人阶级出身的青年。已知年龄的137名起义者的平均年龄为26岁，与菲德尔·卡斯特罗相同；20岁以下有9人，20－29岁有96人，30－39岁有27人，40岁以上有5人；非裔古巴人仅有2人，拥有部分非洲血统的有12人，因为当时大部分混血古巴人认同具有部分非洲血统的富尔亨西奥·巴蒂斯塔。

## 過程
在1953年7月26日清晨，參與行動的革命分子到達聖地亚哥郊外的西沃內莊園集合。在清晨5時15分，游擊隊開始進攻行動。在最初决定参与行动的165人中，有5人臨陣退縮，有40人負責進攻次要目標巴亞莫兵營以抵抗巴蒂斯塔的增援部隊，其餘120人在菲德爾·卡斯特羅的帶領下進攻蒙卡達兵營及附近的醫院和司法機關。

## 結果
由於游擊隊在行動期間因意外過早引起了蒙卡達兵營守衛的注意，以致游擊隊無法在兵營駐軍作出反應之前佔領兵營，行動最後失敗。
是次行動中共有5人在戰鬥中身亡，有56人其後遭到殺害。殘餘的部隊其後試圖轉移到山區繼續戰鬥，但最後被捕。
卡斯特羅兄弟在被捕被關進松树岛的模范监狱。在受審期間，菲德尔·卡斯特罗發表著名的辯护詞《歷史將宣判我無罪》。
在1955年，基於群眾壓力，巴蒂斯塔頒布了特赦令，釋放了行動中被捕的游擊隊分子。獲釋後，菲德爾·卡斯特羅成立了革命組織七二六運動。

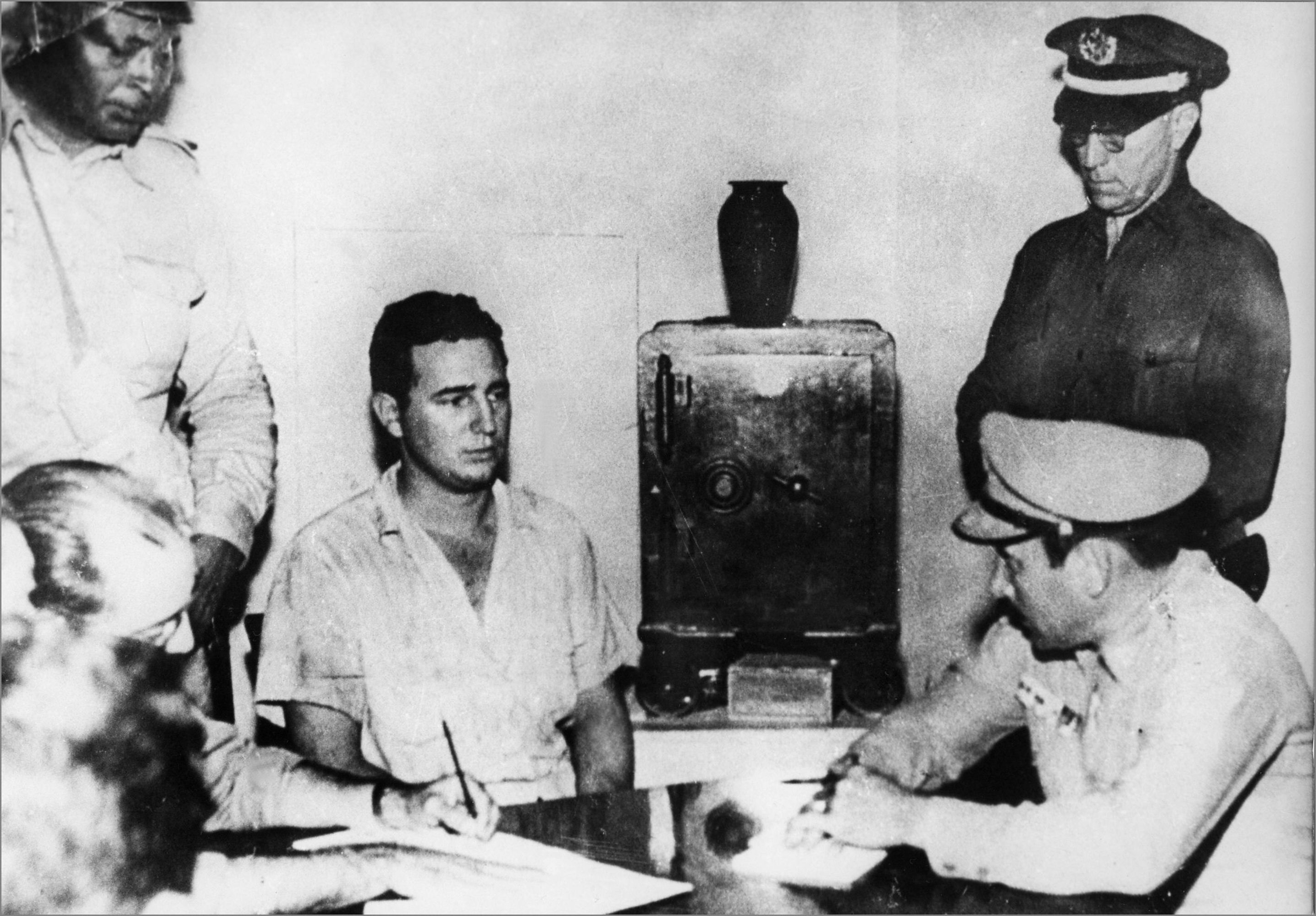
行動失败後被捕的菲德爾·卡斯特羅。

## 影響
雖然攻打蒙卡達兵營行動以失敗收場，但這次的行動觸發了古巴民眾反巴蒂斯塔的浪潮，更促成了七二六運動的成立和其後的格拉瑪號遠征。其後7月26日被古巴政府定為“攻打蒙卡達兵營紀念日”（起義日）。